# Viaplay Group
Viaplay Group AB, tidigare Nordic Entertainment Group AB (också känt som NENT Group), är ett svenskt medieföretag inom streaming, TV och radio. Fokus har tidigare legat främst på den nordiska marknaden, men bolaget har sedan 2020 blivit en internationell aktör på marknaden. Det bildades 2018 genom att MTG avknoppade TV-, radio- och studiodelen till ett separat företag.  Den 28 mars 2019 börsnoterades bolagets aktie på Stockholmsbörsen.
Bolaget bytte namn från Nordic Entertainment Group AB till Viaplay Group AB den 18 maj 2022.
Företaget består av streamingtjänsten Viaplay, reklamfinansierade TV- och radiokanaler, betal-TV samt produktionsbolaget Viaplay Studios. Företaget konkurrerar med Netflix, HBO Max, Disney+, TV4 Media, Sveriges Television, och Discovery+ med flera.

## Historik
Det var år 1993 som den dåvarande borgerliga regeringen valde att åter tillåta kommersiella radiosändningar i Sverige, något som inte varit tillåtet sedan 1925, då Radiotjänst fick monopol på radiosändningarna i Sverige. Tillstånden för den nya privata lokalradion auktionerades ut till högstbjudande. Tillstånden sträckte sig över åtta år och hade kravet att sändningarna skulle vara just lokala och åtta timmar av dygnet skulle ha program som var ”framställda särskilt för den egna verksamheten”. Detta för att det inte skulle skapas nationella kommersiella nätverk som skulle konkurrera med Sveriges Radio. 
Dåvarande Kinnevik köpte upp en del av dessa frekvenser och skapade radionätverket Z-Radio samt startade radiostationen Classic Radio i Stockholm. Z-Radio bytte sedermera även namn till P6. 1996 gick P6 ihop med Svensk Radioutvecklings (SRU) radionätverk Radio Rix och skapade det som senare blev Rix FM. SRU var lokaltidningarnas nätverk bestående av de radiostationer som de olika tidningarna ägde.
År 2002, då man hade gått från att vara en del av Kinnevik till att bli ett eget bolag, tog man även över radiostationerna Lugna Favoriter och WOW 105,5 i Stockholm. I september 2004 inleddes ett samarbete med NRJ Group S.A. vilket innebar att MTG Radio fick ansvar för att producera program samt att sälja reklamtid. Då NRJ var Sveriges tredje största radionätverk valde man att byta ut NRJ mot Rix FM och Lugna Favoriter utanför storstäderna och göra NRJ till en renodlad storstadskanal. Detta gjorde att Rix FM och Lugna Favoriter utökades med tio respektive sju nya sändningstillstånd. I samma veva bytte man ut Power Hit Radio i Stockholm och ersatte denna med Bandit Rock på 106,3. 
I augusti 2005 var det dags igen, då man tog över programproduktionen för Norrköpings Radio & Co AB:s fyra tillstånd i Sörmland och Östergötland. De lokala radiostationerna Radio Match och Gold FM fick då stryka på foten för de nationella nätverken Rix FM och Lugna Favoriter. Detta gjorde att Rix FM fick en räckvidd på 89% i Sverige. 
I juni 2008 fick dock MTG Radio motvind. Radiostationerna inom Stampengruppen, MittMedia och Västerbottens-Kuriren (SRU) valde att gå över ifrån MTG Radio till SBS Radio som programproducent och säljpartner för deras nio stationer.
På dessa frekvenser sändes för tillfället Rix FM som nu skulle bytas ut mot SBS Radios flaggskepp Mix Megapol. På de orter där Mix Megapol redan sändes valde man att istället börja sända radiostationen Rockklassiker.
I januari 2013, löpte kontraktet med MTG och NRJ ut då NRJ valt att istället samarbeta med SBS Radio. De 20 radiokanaler NRJ ägde då ersättes med "nya" NRJ, Rockklassiker samt Mix Megapol. Som en motoffensiv till NRJ tog MTG Radio återigen upp Power Hit Radio.[källa behövs]

## Företagsstruktur

### Viaplay
Viaplay Group driver Viaplay, en streamingtjänst som finns i Norden, Baltikum, Polen, Nederländerna, Storbritannien, USA och Kanada. I USA och Kanada innehåller streamingtjänsten europeiskt innehåll, med fokus på populära 'Nordic Noir'-genren. I de andra 11 marknaderna erbjuder Viaplay premium direktsänd sport, egenproducerat innehåll, tredjepart-innehåll, samt barninnehåll.

### Viaplay Select
Under 2022 skapades Viaplay Groups brandade innehållskoncept för partnerplattformar, Viaplay Select. På mindre än ett år efter första avtalet hade Viaplay Select redan lanserats på 20+ marknader. Viaplay Select innebär att partners i andra länder, främst med fokus på marknader där Viaplay inte finns tillgänglig direkt-till-konsument, får tillgång till ett urval av Viaplays framgångsrika serier, filmer och dokumentärer, samt noga utvalt tredjepartsinnehåll från Norden. Innehållet görs tillgängligt i en brandad Viaplay-sektion på partnerplattformen.

### Reklamfinansierad TV (Gratis-TV)
Viaplay Group driver reklamfinansierade TV-kanaler i Skandinavien. Vanligtvis är strukturen för dessa kanaler en primär kanal (TV3) och sekundära kanaler (TV6, TV8 osv). Dessa kanaler genererar främst reklamintäkter, och klassificeras som Gratis-TV, men en majoritet av de skandinaviska Gratis-TV-kanalerna är krypterade och belagda med avkodningsavgifter.

#### Kanaler
| Kanaltyp       | Sverige  | Norge     | Danmark                            |
| -------------- | -------- | --------- | ---------------------------------- |
| Allmänt        | TV3      | TV3 Norge | TV3 Danmark                        |
| Sekundär       | TV6      | V4        | TV3+ Danmark                       |
| Kompletterande | TV8 TV10 | TV6 Norge | TV3 Puls TV3 Max TV3 Sport Danmark |

### Betal-TV

#### Abonnemang på TV-tjänster (Betal-TV)
Viaplay Group äger kanalgrupperna V sport samt V serier & film i Sverige, Norge, Danmark och Finland. Dessa kanaler distribueras via Allente.
De sportkanaler som finns tillgängliga i de skandinaviska länderna skiljer sig något åt beroende på rättigheter och hur företagsavtalen är utformade. Följande kanaler finns i respektive land:
| Sverige                  | Danmark                 | Norge                   | Finland                     |
| ------------------------ | ----------------------- | ----------------------- | --------------------------- |
| V Film Premiere (SD/HD)  | V Film Premiere (SD/HD) | V Film Premiere (SD/HD) | V Film Premiere (SD/HD)     |
| V Film Action (SD/HD)    | V Film Action (SD/HD)   | V Film Action (SD/HD)   | V Film Action (SD/HD)       |
| V Film Family (SD/HD)    | V Film Family (SD/HD)   | V Film Family (SD/HD)   | V Film Family (SD/HD)       |
| V Film Hits (SD/HD)      | V Film Hits (SD/HD)     | V Film Hits (SD/HD)     | V Film Hits (SD/HD)         |
| V Series (SD/HD)         | V Series (SD/HD)        | V Series (SD/HD)        | V Series (SD/HD)            |
| V Sport Football (SD/HD) | V Sport Golf (SD/HD)    | V Sport +               | V Sport Urheilu             |
| V Sport Golf (SD/HD)     | V Sport Live            | V Sport 1               | V Sport Jääkiekko           |
| V Sport Vinter (SD/HD)   | V Sport UltraHD (UHD)   | V Sport 2               | V Sport Jalkapallo          |
| V Sport Motor HD         | V Sport HD              | V Sport 3               | V Sport 1                   |
| V Sport 1 HD             |                         | V Sport Golf (SD/HD)    | V Sport Footboll HD (SD/HD) |
| V Sport Premium (HD)     |                         | V Sport UltraHD         | V Sport Golf (SD/HD)        |
| V Sport Extra            |                         | V Sport Live            | V Sport Hockey (SD/HD)      |
| V Sport Live             |                         | V Sport HD              | V Sport Premium (HD)        |
| V Sport UltraHD (UHD)    |                         |                         | V Sport UltraHD             |
| V Sport HD               |                         |                         |                             |

### Radio
Viaplay Group äger flera radionät och -stationer i Sverige och Norge:
| Rix FM, nationellt nätverk i Sverige (FM & DAB+)         | P6 Rock, nationellt nätverk i Norge (DAB+)       |
| Star FM, nationellt nätverk i Sverige (FM & DAB+)        | P7 Klem, nationellt nätverk i Norge (DAB+)       |
| Bandit Rock, station i Stockholm och Uppsala (FM & DAB+) | P8 Pop, nationellt nätverk i Norge (DAB+)        |
| Lugna Favoriter, station i Stockholm (FM & DAB+)         | P9 Retro, nationellt nätverk i Norge (DAB+)      |
| Power Hit Radio, station i Stockholm (DAB+)              | P10 Country, nationellt nätverk i Norge (DAB+)   |
| Viaplay Radio, streaming service in Sweden (Internet)    | P11 Dance, nationellt nätverk i Norge (Internet) |
| P4 Radio Hele Norge, nationellt nätverk i Norge (DAB+)   | P12 Hitmix, endast (internet)                    |
| P5 Hits, nationellt nätverk i Norge (DAB+)               | P5 Nonstop hits, endast (internet)               |
| Lyden av Norge, streaming service in Norway (internet)   |                                                  |

### Viaplay Studios
I januari 2020 meddelade Viaplay Group (tidigare NENT) att man tänker fokusera studioversamheten på dramaproduktioner, och ämnar sälja de bolag som inte faller inom denna kategori, t.ex. Baluba och Strix Television. Bolag som kommer att behållas inkluderar Brain Academy, Nice Drama, EPIQ och Monster Scripted. Viaplay Studios är sedan den 16 september 2021 Viaplay Groups produktionsbolag som producerar innehåll för Viaplay.